# Gartnerkofel
Der Gartnerkofel ist ein zweigipfeliger Berg (Nordgipfel 2195 m ü. A., Südgipfel 2154 m ü. A.) in den Karnischen Alpen. Er liegt ca. 8 km südwestlich von Hermagor am östlichen Rand des Nassfelds und bildet zusammen mit dem Trogkofel (ital. Creta di Aip) und dem Rosskofel (ital. Monte Cavallo) das eindrucksvolle Bergpanorama für das größte Kärntner Skigebiet.

## Geologie
Das Nassfeld und seine Umgebung ist für seine Ablagerungen aus dem Karbon bekannt. Hier lagerten sich im jüngeren Karbon und dem beginnenden Perm Kalk- und Tonschlamm aus der Tethys auf einem alten Gebirgsrumpf ab. Dazwischen lag das Gebiet aber auch immer wieder einmal trocken, wie Pflanzenfossilien in sandigen Schiefern und Sandsteinschichten, sowie bis zu einem Meter mächtige Lagen von Anthrazit beweisen. In einem Zeitraum von ca. 70 Mio. Jahren wurde so 2,5 bis 3 km mächtige Ablagerungen geschaffen, deren jüngste Teile (ca. 230 Mio. Jahre alt) nun den Gipfel des Gartnerkofels bilden. Die obersten 500 m bestehen dabei aus hellen Dolomitgesteinen, sogenannten Schlerndolomit, benannt nach dem gleichnamigen Berg in den Südtiroler Dolomiten. Der Schlerndolomit ist im österreichischen Teil der Karnischen Alpen das jüngste Gestein. Unter dem Dolomit liegt eine Schicht Muschelkalks, der in kleinen Resten in der Umgebung des Kühweger Sattels zu erkennen ist.
Der ungeschichtete Dolomit verwittert in charakteristischer Weise zu kleinstückigem Schutt und Grus. Dadurch ist der gesamte Gipfelkomplex des Gartnerkofels von Rissen, Spalten und Auflockerungszonen durchsetzt, und erhält so seinen rauen Charakter.

### Geotrail
Wie auch an anderen Stellen in den Karnischen Alpen wurden am Gartnerkofel und in der an seiner Nordflanke gelegenen Garnitzenklamm für interessierte Wanderer im Rahmen des Geo Trails Karnische Alpen Schautafeln von Hans-Peter Schönlaub aufgestellt. Sie stellen die verschiedenen Phasen der Gebirgsbildung, die Schichtung der Gesteine und andere naturwissenschaftlich interessante Informationen anschaulich dar.

## Anstieg und Klettersteig
Der Gartnerkofel ist vom Nassfeld aus über einen leichten und gut markierten Wanderweg in ca. zwei Stunden zu ersteigen. Bei gutem Wetter sind vom Gipfel aus nicht nur das Gailtal und die umgebenden Berge, sondern auch der Großglockner sowie weitere vergletscherte Gipfel der Hohen Tauern zu sehen. Ein weiterer Anstieg ist jener über den Westgrat, der jedoch einige Kletterstellen bis in den 2. Schwierigkeitsgrad aufweist.
Westseitig knapp unterhalb des Gipfels und unweit der Gartnerkofel-Bergstation führt der Däumling-Klettersteig über rund 150 Höhenmeter.

## Flora
Am Gartnerkofel ist die „Kärntner Wulfenie“ endemisch.

## Bilder vom Gartnerkofel

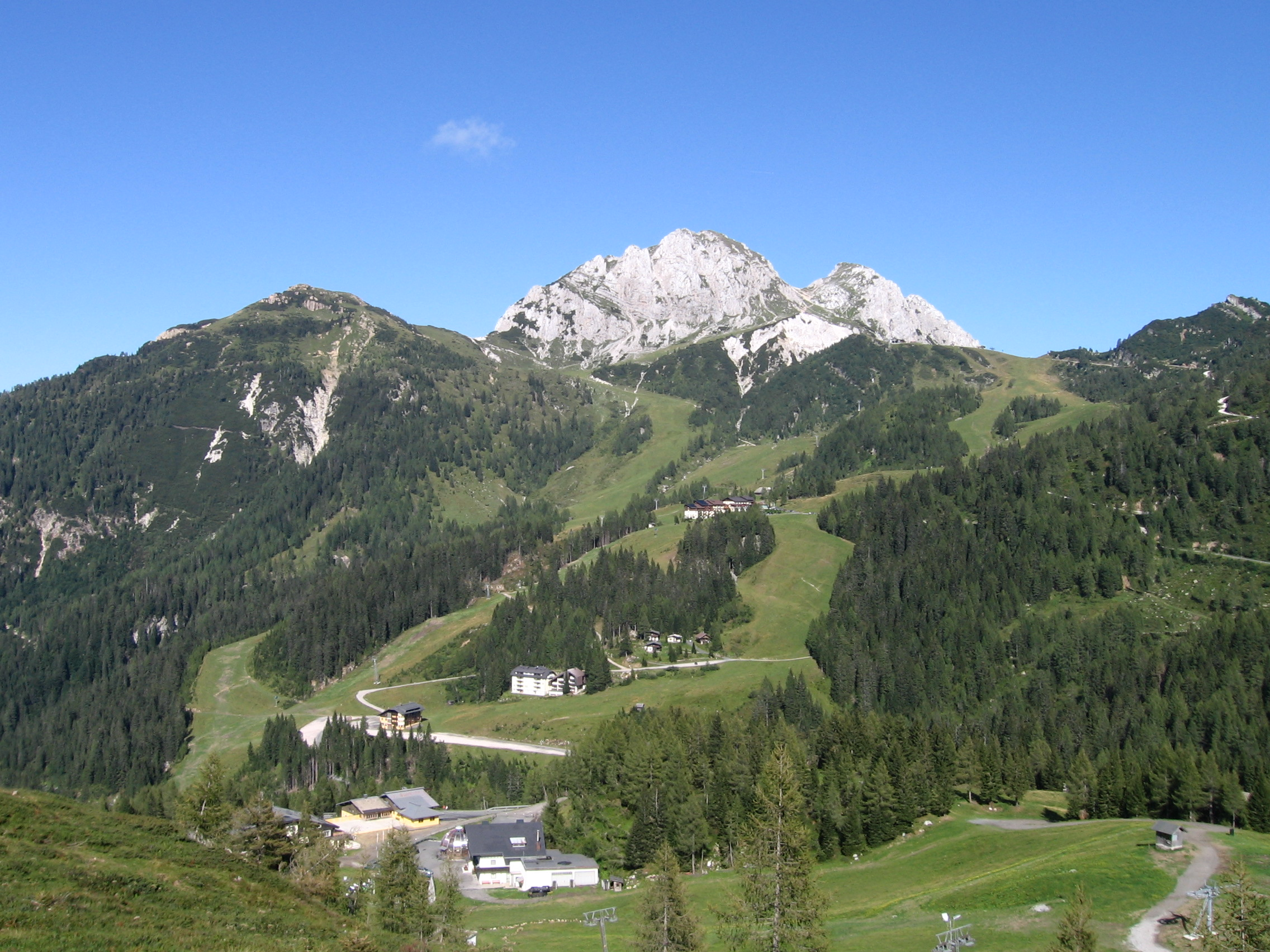
Vom Nassfeldpass auf den Gartnerkofel.
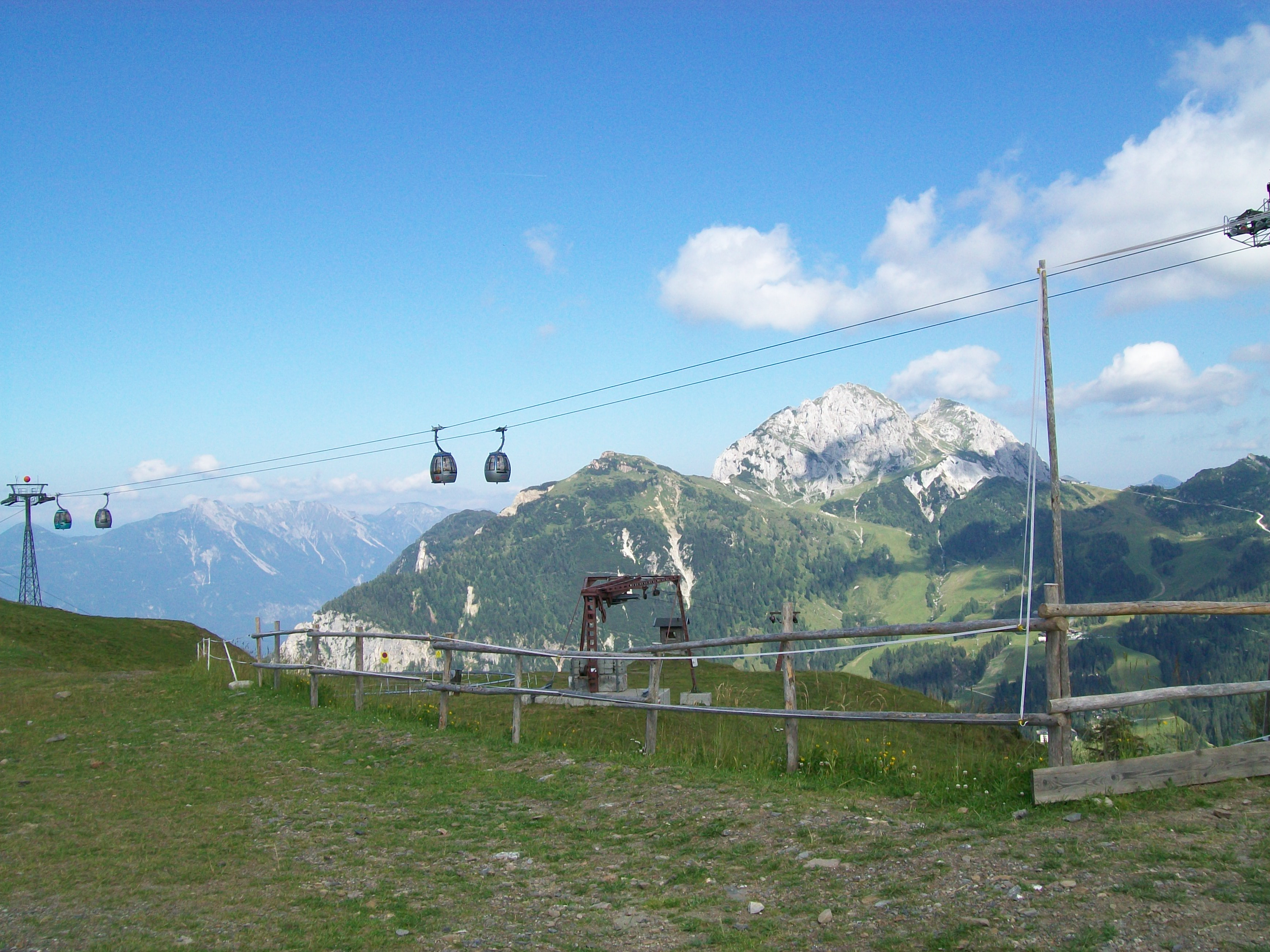
Im Sommer 2009 von der Madritsche aus.
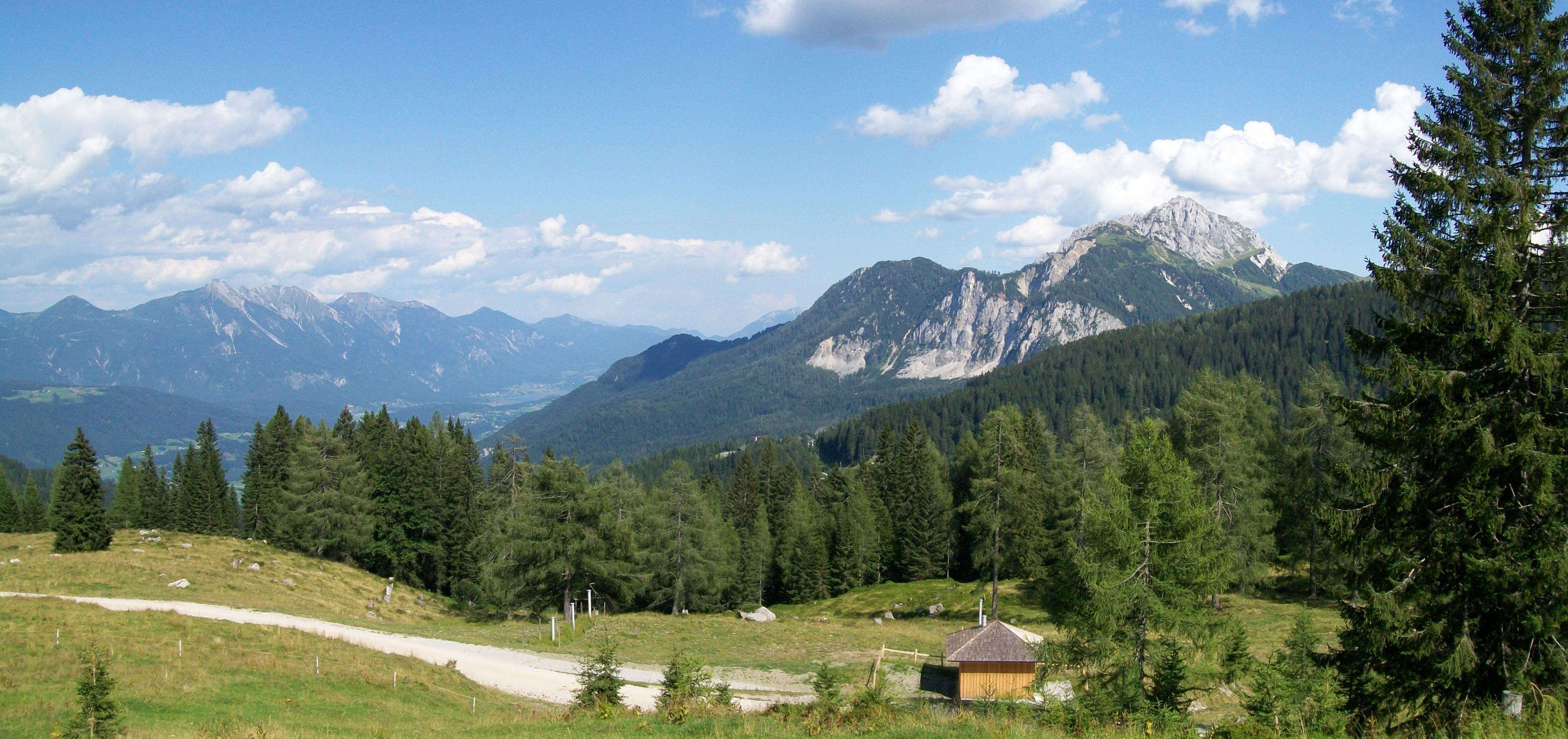
Im Sommer 2009 von der Rattendorferalm aus.